# فيرنر روكه
فيرنر روكه (بالألمانية: Werner Röcke) (ولد عام 1944 في دانتسيج) هو عالم ألماني متخصص في علوم الأدب وتاريخ القرون الوسطى.
درس روكه علوم اللغة الألمانية وآدابها واللاهوت في غوتينغن وبرلين. وحصل على درجة الدكتوراه عام 1975. وقام بالتدريس في كل من جامعة إيسن والجامعة الحرة ببرلين وجامعة هانوفر. كما قام بالتدريس في جامعات أخرى.
من أبرز أبحاثه ما يهتم فيه بثقافة الفكاهة في العصور الوسطى وبدايات العصر الحديث، وتاريخ الرواية وتفسير الغربة، وعلاقة القوة والطغيان في أدب وثقافة العصر الوسيط.